# François Hollande
François Gérard Georges Nicolas Hollande (francouzská výslovnost [fʁɑ̃swa ɔlɑ̃ːd]IPA, česká výslovnost [fransoa oland], * 12. srpna 1954 Rouen) je francouzský politik a v letech 2012–2017 v pořadí 24. prezident Francouzské republiky. V květnu 2012 zvítězil ve druhém kole francouzských prezidentských voleb. Předtím byl poslancem francouzského parlamentu. V letech 1997 až 2008 zastával úřad předsedy Socialistické strany a v roce 1999 byl také poslancem Evropského parlamentu. V období 2001–2008 vykonával funkci starosty města Tulle v departementu Corrèze. Jako Prezident Francie působil taktéž jako spolukníže Andorry.

## Život
Narodil se v normanském Rouenu. Jeho matka Nicole Frédérique Marguerite Tribert (1927–2009) byla sociální pracovnice, otec Georges Gustave Hollande (* 1923) byl lékař (otorhinolaryngolog). Jeho otec byl příznivcem krajní pravice, za kterou v letech 1959 a 1965 kandidoval v místních volbách.

Hollande s bývalou partnerkou Ségolène Royalovou v roce 2007

François Hollande vystudoval obchodní školu HEC v Paříži, Pařížský institut politických věd a v roce 1980 absolvoval také prestižní École nationale d'administration (ENA).
Již během studií se začal angažovat v řadách Socialistické strany. Během své kariéry prošel řadou postů v místní samosprávě, působil např. jako starosta Tulle mezi lety 2001 a 2008. Krátce také pracoval jako advokát. V letech 1988–1993 a 1997–1999 byl poslancem francouzského Národního shromáždění. V roce 1997 se stal předsedou francouzské Socialistické strany, poté, co se Lionel Jospin stal premiérem. Pozici si udržel také po porážce levice v roce 2002 a funkci opustil až v roce 2008.
V roce 1999 byl několik měsíců poslancem Evropského parlamentu a členem frakce Strany evropských socialistů. V letech 2002 a 2007 byl opět zvolen do dolní komory francouzského parlamentu. Do nastoupení funkce prezidenta byl poslancem prvního obvodu departementu Corrèze. Od roku 2008 byl také předsedou generální rady tohoto departementu.

## Prezidentský úřad

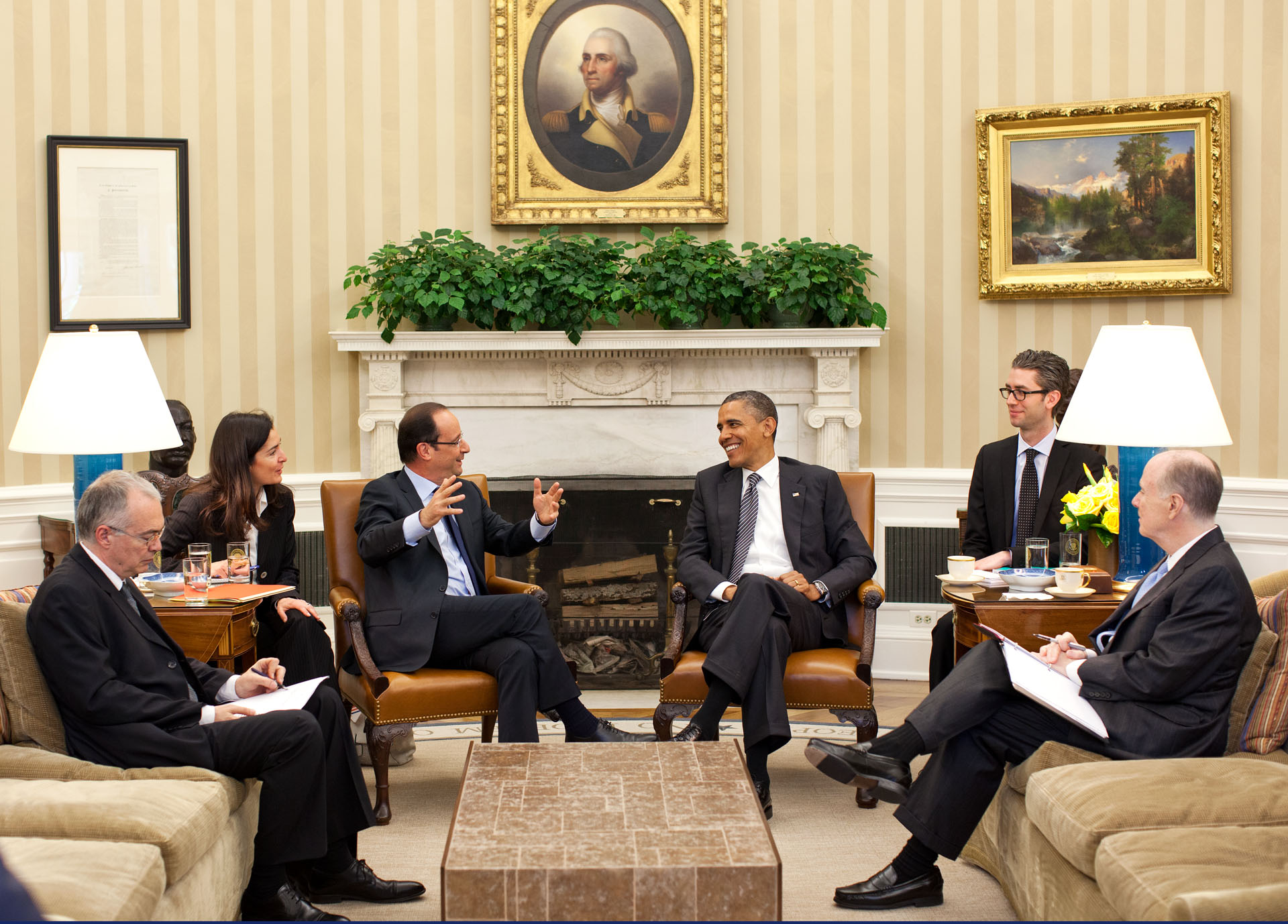
Hollande a Obama

V roce 2011 vyhrál Hollande primárky na úřad prezidenta za francouzskou Socialistickou stranu, když k jeho vítězství přispělo i to, že dosavadní favorit strany Dominique Strauss-Kahn po skandálech ze své kandidatury odstoupil. V 1. kole prezidentských voleb porazil Hollande těsně dosavadního prezidenta Nicolase Sarkozyho. Získal 28,6 % hlasů, nejvíce z deseti kandidátů. Sarkozyho porazil i ve druhém kole ziskem 51,6 % hlasů všech voličů a byl tak zvolen prezidentem Francie.
Hollande nastoupil do úřadu prezidenta dne 15. května 2012. Téhož dne jmenoval premiérem (předsedou vlády) dosavadního předsedu parlamentního klubu Socialistické strany Jean-Marca Ayraulta a vykonal první zahraniční návštěvu v Berlíně, kde jednal s německou kancléřkou Angelou Merkelovou o evropské hospodářské a měnové krizi. 18. a 19. května 2012 se zúčastnil jednání tzv. G8 v Camp David na pozvání prezidenta USA Baracka Obamy. V následujících dnech 20. a 21. května 2012 probíhal za jeho účasti summit NATO v Chicagu.
V červenci 2014 podpořil právo Izraele na obranu v konfliktu v Gaze proti palestinskému hnutí Hamas.
Během krizového summitu EU k migraci v reakci na evropskou migrační krizi v září 2015 Hollande kritizoval odmítavý postoj některých středoevropských států, včetně Česka, k povinným kvótám na přijímání migrantů a prohlásil na adresu těchto zemí: "Ti, kdož nesdílejí naše hodnoty, ti, kdož dokonce nerespektují tyto principy, se potřebují začít ptát sebe sama, jaké je jejich místo v Evropské unii."
Hollandova vláda podpořila saúdskou vojenskou intervenci v Jemenu proti jemenským šíitům, kteří se v roce 2014 zmocnili hlavního města a velké části země, a jen v roce 2015 povolila prodej zbraní do Saúdské Arábie v celkové hodnotě 18 miliard dolarů. Podle některých kritiků tak Francie porušila smlouvu o obchodu se zbraněmi, protože ve válce v Jemenu dochází k útokům na civilisty a dalším válečným zločinům ze strany arabské koalice vedené Saúdy.
1. prosince 2016 oznámil, že ve volbách v roce 2017 se nebude ucházet o znovuzvolení prezidentem. Jeho mandát tak skončil 14. května 2017.  Jeho nástupcem v úřadu prezidenta se stal Emmanuel Macron.

## Osobní život
Během studií na École Nationale d'administration se seznámil se Ségolène Royalovou, se kterou žil až do roku 2007 a se kterou má čtyři děti. Ségolène Royalová se také stala političkou a v prezidentských volbách 2007 prohrála s Nicolasem Sarkozym.
Od roku 2010 byla Hollandovou partnerkou novinářka Valérie Trierweilerová. V lednu 2014 však vyšlo najevo, že prezident má vztah s herečkou Julií Gayet. Poté, co se zprávy o něm objevily v médiích, byla Trierweilerová hospitalizována. Několik dní nato Hollande oznámil, že vztah s Trierweilerovou ukončil.

## Vyznamenání
| Stát                    | Stuha | Název                                                                | Datum udělení       |
| ----------------------- | ----- | -------------------------------------------------------------------- | ------------------- |
| Argentina               |       | velkokříž Řádu osvoboditele generála San Martína                     | 2016, 25. února     |
| Arménie                 |       | Řád slávy                                                            | 2014, 12. května    |
| Finsko                  |       | velkokříž s řetězem Řádu bílé růže                                   | 2013, 9. července   |
| Itálie                  |       | velkokříž s řetězem Řádu zásluh o Italskou republiku                 | 2012, 21. listopadu |
| Kazachstán              |       | Řád přátelství I. třídy                                              | 2015, 6. listopadu  |
| Mali                    |       | velkokříž Národního řádu Mali                                        | 2013, 15. července  |
| Maroko                  |       | řetěz Řádu Muhammada                                                 | 2013, 3. dubna      |
| Monako                  |       | velkokříž Řádu svatého Karla                                         | 2013, 14. listopadu |
| Německo                 |       | velkokříž speciální třídy Záslužného řádu Spolkové republiky Německo | 2013, 3. září       |
| Nizozemsko              |       | velkokříž Řádu nizozemského lva                                      | 2014, 20. ledna     |
| Polsko                  |       | rytíř Řádu bílé orlice                                               | 2012, 16. listopadu |
| Portugalsko             |       | velkokříž s řetězem Řádu svobody                                     | 2016, 19. června    |
| Rakousko                |       | velkostuha Čestného odznaku Za zásluhy o Rakouskou republiku         | 2013, 5. listopadu  |
| Rumunsko                |       | velkokříž s řetězem Řádu rumunské hvězdy                             | 2016, 13. září      |
| Řecko                   |       | velkokříž Řádu Spasitele                                             | 2015, 22. října     |
| Saúdská Arábie          |       | řetěz Řádu krále Abd al-Azíze                                        | 2013, 30. prosince  |
| Slovensko               |       | Řád bílého dvojkříže I. třídy                                        | 2013, 29. října     |
| Spojené království      |       | čestný rytíř velkokříže Řádu lázně                                   | 2014, 5. června     |
| Středoafrická republika |       | velkokříž Řádu uznání                                                | 2016, 13. května    |
| Španělsko               |       | velkokříž s řetězem Řádu Isabely Katolické                           | 2015, 23. března    |
| Švédsko                 |       | rytíř Řádu Serafínů                                                  | 2014, 2. prosince   |
| Tunisko                 |       | velkostuha Řádu republiky                                            | 2013, 4. července   |
| Ukrajina                |       | Řád svobody                                                          | 2018, 1. října      |
|                         |       |                                                                      |                     |
| Québec                  |       | velkodůstojník Národního řádu Québecu                                | 2014, 3. listopadu  |